# Goslar (priimek)
Goslar je priimek v Sloveniji, ki ga je po podatkih Statističnega urada Republike Slovenije na dan 1. januarja 2010 uporabljalo 6 oseb in je med vsemi priimki po pogostosti uporabe uvrščen na 23.591. mesto.

## Znani nosilci priimka
- Branko Goslar (1901-1966), pravni pisec, namestnik državnega tožilca
- Miran Goslar (1928-2024), gospodarstvenik, politik
- Tamara Goslar Žiberna, ginekologinja